# Ivo de Abreu Leão
Ivo de Abreu Leão (Curitiba, 2 de maio de 1898 — Curitiba, 17 de abril de 1963) foi um engenheiro, futebolista, empresário e político brasileiro. 

## Biografia
Filho de tradicional família curitibana, seu pai foi Agostinho Ermelino de Leão Junior, fundador da empresa Leão Júnior & Cia., e sua mãe, d. Maria Clara Abreu de Leão.
A casa em que nasceu e viveu por longos anos, o Palacete Leão Júnior, era frequentada por familiares ligado a política paranaense, como o avô Agostinho Ermelino de Leão, que foi presidente da província e desembargador; o bisavo Manuel Antônio Guimarães, camarista de Paranaguá e vice-presidente da província e o tio Cândido Ferreira de Abreu, que ocupou o cargo de prefeito de Curitiba. Também foi sobrinho do historiador Ermelino de Leão.
Todos os seus estudos foram realizados na sua cidade natal, estudando no Colégio do Professor Marins Camargo, no Ginásio Paranaense e graduando-se em Engenharia Civil na recém criada Universidade do Paraná (futura UFPR).

### Futebol
A Curitiba do início do século XX vivia a efervescência do "football", e diferente do futebol moderno, em que o profissionalismo é a alma do esporte, os primórdios do "football" no Brasil e no Paraná, eram nada mais que grandes eventos sociais, em que grupos reuniam-se com comida e bebida farta (o verdadeiro "regabofe"), uma partida do novo esporte e por fim, um baile dançante. Foi neste ambiente que o jovem Ivo Leão associou-se no Internacional Futebol Clube.
Em 1915, quando a  Liga Sportiva Paranaense organizou um campeonato de futebol reunindo clubes das principais cidade do estado, Ivo, com  apenas dezessete anos, integrou a equipe que venceu esta competição, o próprio Internacional F. C., e entrou para a história como um dos jogadores do primeiro clube campeão do Paraná e o primeiro artilheiro do estado e do sul do Brasil, já que os campeonatos dos estados vizinhos iniciaram-se em 1919 e 1924, respectivamente o gaúcho e o catarinense.[carece de fontes?]

### Empresário
O artilheiro e atacando do Internacional F. C. durou pouco, pois logo após sua formatura, fundou em 1917, a Ivo Leão & Cia, uma serralheria e exportadora de madeira, em sociedade com o irmão Rui Leão. Além da serralheria, fundou outras empresas do ramo de madeira e ervateiras até assumir um cargo na empresa da família, a Leão Júnior (futura Leão Júnior S.A. e a principal empresa do estado por longos anos). Na Leão Júnior, além de sócio, passou por várias diretorias, chegando ao cargo de presidente da organização até os seus últimos dias de vida.

### Vida pública
Nascido no seio de um clã político do estado do Paraná, também exerceu cargos do primeiro escalão do governo, como Secretário de Estado dos Negócios da Fazenda e membro do Conselho Consultivo de Estado do Paraná e presidente do Banco do Estado do Paraná, entre fevereiro e agosto de 1935. Também foi presidente da Associação Comercial do Paraná e membro do Conselho Interamericano de Comércio e Produção e fazia parte do diretório do Partido Social Democrático do Paraná.
Durante anos foi conselheiro da Sociedade de Socorro aos Necessitados, instituição localizada em Curitiba.

## Homenagens
O primeiro artilheiro do Paraná e o presidente de uma das empresas mais importante do estado, recebeu, após o seu falecimento, a honra de nomear uma escola estadual (Ivo Leão - Ensino Fundamental e Médio) e uma rua do bairro Alto da Glória (Rua Ivo Leão).